# Авети (драма)
Авети (дански: Gengangere) је драма у три чина, норвешког писца Хенрика Ибзена. Написана је 1881. године а прво извођење је било у Чикагу, Илиноис, 1882, од стране једне данске трупе на турнеји, 1883. је у изведена у Хелсингборгу, Шведска, а у нашој земљи први пут 1904. у Народном позоришту у Београду. Након тога је извођена у Новом Саду, у Српском народном позоришту 1925. у режији Радослава Веснића, у Сомбору 1928. и поново 1940. у режији Јована Путника, а у СНП је у новије време играна 2006. у режији Ксеније Крнајски.
Уз Луткину кућу, сматра се најпознатијим Ибзеновим делом, али не и најуспешнијим.
У Аветима је Ибзен устао против породичне тираније и поштовања правила, који су већ у оно време били мртви и бесмислени. Због своје тематике, која се тиче религије, венеричних болести, инцеста и еутаназије, након првих извођења, ова драма је изазвала снажне контроверзе и негативне критике. Ипак, од тог доба па надаље, драма је све боље прихватана и данас се она сматра изузетним комадом који је, такође, и од великог историјског значаја.

## Ликови
- Госпођа Хелен Алвинг, удовица
- Освалд Алвинг, њен син, сликар
- Пастор Мандерс, стари пријатељ Хелене Алвинг
- Јакоб Енгстранд, столар
- Регина Енгстранд, служавка госпође Алвинг и наводно ћерка Јакоба Енгстранда, која ће открити да је заправо дете капетана Алвинга, Хелениног мужа и самим тим сестра Освалда Алвинга.

## Кратак садржај
Удовица Хелен Алвинг отвара сиротиште у спомен покојног мужа. Њен син јединац се управо вратио из Париза, где је живео животом боемског уметника и развратника, па својим ставовима изазива гнушање дугогодишњег породичног пријатеља, пастора Мандерса. Међутим, Освалд не саблажњава и своју мајку јер је она свесна да се ограничени видици малограђанског комформизма, у којима је и сама провела живот, заснивају на лажима, а каква је и тајна коју је од свог сина одувек крила. Удавши се за поручника Алвинга, мада против своје воље, желела је да пронађе утеху у загрљају дугогодишњег породичног пријатеља, строгог пастора Мандерса. Он је ипак упућује да се врати своме мужу, потискујући и сопствену склоност ка госпођи Алвинг.
Господин Алвинг је такође водио распуснички живот што је његова супруга Хелен крила од пастора Мандерса, напросто желећи да пред сином одржи мужев углед. Сиротиште које је изградила у мужеву част јесте последња њена лаж која се ипак неће дуго одржати.
Освалд је због очевих грехова оболео од сифилиса и прети му губитак разума, те је љубав младе Регине, која је одрасла у истој кући, његова једина прилика за срећу, али не задуго. Мајка му открива да је она дете Освалдовог оца, дакле његова сестра. Регина бежи од куће, а Освалд тражи од мајке да му када скрене у лудило да отров. Хелена пристаје, али ужаснута одступа d када се Освалд срушио на фотељу, зазивајући Сунце.

## Живот драме
Дело је у своје доба доживело низ контроверзних реакција: норвешке књижаре су одбијале да га продају, а глумци су одбијали да играју Освалда и Регину. У Берлину је неко време било забрањено, док су га критичари у Енглеској прогласили неморалним и опсценим. Међутим, прихватили су га париски заговорници натурализма.
- Авети, драма Хенрика Ибзена у режији Ксеније Крнајски, СНП, Нови Сад, 2006/2007. Фотографије су део фото збирке Српског народног позоришта.